# 1re brigade de spahis
Pour les articles homonymes, voir 1re brigade et Brigade de spahis.
La 1re brigade de spahis (1re BS) est une unité de la Cavalerie de l'Armée française.
Créée en 1922 en Allemagne, elle combat en 1925 dans la guerre du Rif. Reformée en 1927 pour tenir garnison en France, elle combat en mai-juin 1940 pendant la bataille de France à l'issue de laquelle est à nouveau dissoute. Enfin, elle est recréée en octobre 1943 pour participer à la libération de la France et l'occupation de l'Allemagne en 1945. Elle est finalement dissoute en 1946.

## Du Rhin au Rif (1922 - 1925)
La division est créée le 4 septembre 1922 pendant l'occupation de la Ruhr. Elle est rattachée la 4e division de cavalerie de l'Armée du Rhin, elle regroupe le 1er et le 2e régiment de marche de spahis de spahis. Ces deux régiments deviennent en novembre 1922 10e et 11e régiments de marche de spahis puis, en avril 1923, 5e et 6e régiments de spahis.
Le 1er août 1925, la 1re BS part au Maroc pour combattre les Rifains. En novembre 1925, la 1re BS est dissoute.

## En France et au Luxembourg (1927-1940)
La brigade est reconstituée en France en novembre 1927. Elle regroupe le 6e régiment de spahis algériens de Compiègne et le 24e régiment de spahis marocains de Senlis (ce dernier étant renuméroté 4e RSM en 1929).
Au début de la Seconde Guerre mondiale, la 1re BS est équipée pour mener une guerre en Europe. Ses soldats sont ainsi armés du moderne fusil MAS 36 et les régiments disposent de canons antichars de 25 mm tractés par des semi-chenillés. En revanche, toutes les brigades de spahis ne disposent que d'un état-major très réduit, aussi bien en nombre de militaires qu'en équipement, par exemple pour les transmissions. En effet, elles sont prévues pour combattre au sein d'une division, chose qui ne sera finalement pas le cas. Mise en alerte dès le 22 août 1939, la brigade reçoit le 29 août une mission de couverture en avant de la ligne Maginot. La brigade doit assurer la protection du centre industriel de Longwy et en faciliter le cas échéant l'évacuation.
Sous les ordres du colonel Jouffrault, la 1re BS combat au Luxembourg, sur l'Aisne, la Somme, la Seine inférieure, la Loire jusqu'au Rhône, restant « seul[e] invaincu[e] ».

## Retour en France et en Allemagne (1943-1946)
La brigade est recréée en Afrique du Nord le 20 octobre 1943, gardant le souvenir de la brigade de mai-juin 1940. Elle est constituée du 7e régiment de spahis algériens et du 5e régiment de spahis marocains, deux régiments restés à cheval.En septembre 1944, cette brigade arrive en France et rétablit l'ordre républicain dans la région toulousaine face aux menées d'activistes de gauche, notamment d'ex-Républicains espagnols,. En hiver, elle est envoyée en Alsace dans la région de Huningue-Mulhouse et atteint le Rhin à Chalampé le 9 février 1945 après une belle manœuvre de débordement à cheval. Par la suite, elle nettoie la Forêt Noire et atteint finalement le col de l'Arlberg. La brigade était la dernière unité de cavalerie française engagée à cheval en Europe.
Elle est ensuite en occupation en Allemagne (en mai 1945 : état-major à Haslach im Kinzigtal, 5e RSM à Biberach et 7e RSA à Waldkirch), jusqu'à sa dissolution le 30 avril 1946. Elle forme alors deux groupes d'escadrons autonomes de spahis algéro-marocains, chaque groupe étant formé d'un escadron du 5e RSM et d'un escadron du 7e RSA,.

## Commandants de la1reBS
- ? - octobre 1925 : général Durand
- décembre 1927 - janvier 1929 : général Descoins
- janvier 1929 - avril 1934 : colonel puis général de Ganay
- avril 1934 - octobre 1935 : colonel puis général Lahure
- octobre 1935 - mars 1937 : colonel puis général Compain (sl)
- mars - juin 1937 : général Decarpentry
- juin 1937 - octobre 1939 : colonel puis général du Cor de Duprat de Damrémont
- octobre 1939 - juin 1940 : colonel Jouffrault
- octobre 1943 - avril 1946 : colonel Brunot[8]